# L'Inspecteur Harry (série de films)
Pour le premier film de la saga, voir L'Inspecteur Harry.
 Pour plus de détails, voir Fiche technique et Distribution
L'Inspecteur Harry (Dirty Harry en version originale, traduit pour la version française en « Harry le Charognard ») est le nom d'une série de films américains mettant en scène l'inspecteur fictif de la police de San Francisco Harry Callahan, réputé pour ses méthodes peu orthodoxes et expéditives, et pour son franc-parler.
Dans la série des cinq films produits entre 1971 et 1988, le personnage est interprété par l'acteur américain Clint Eastwood. Douze romans ont également été édités.

## Les films de la saga

### L'Inspecteur Harry(1971)
L'Inspecteur Harry, sorti en 1971, a été réalisé par Don Siegel. Dans ce film, Harry Callahan est à la poursuite de Scorpion, un tueur en série
L'interprétation par Eastwood du détective peu orthodoxe au franc-parler a servi de modèle pour un certain nombre de ses rôles suivants. De plus, le succès du film au box-office a engendré la production de quatre suites. Le rôle du « flic solitaire » a été imité par la suite de nombreuses fois dans d'autres films. L'histoire s'inspire du tueur du Zodiaque qui sévit à San Francisco dès la fin des années 1960.
Ce film contient la célèbre réplique prononcée par Eastwood : « You've got to ask yourself a question: Do I feel lucky? Well, do ya, punk? ».

### Magnum Force(1973)
Magnum Force, sorti en 1973, a été réalisé par Ted Post. Le sujet principal de ce film est la justice punitive, l'intrigue tournant autour d'un gang de policiers renégats qui exécutent les criminels ayant échappé à une condamnation au tribunal. Ce film contre-balance l'image des méthodes fortes et expéditives d'Harry Callahan, en le montrant comme ne tolérant pas les meurtres de sang-froid des accusés et pourchassant les tueurs.
A la fin du film, en version française, Clint Eastwood prononce cette parole de sagesse : "L'homme sage est celui qui connaît ses limites."

### L'Inspecteur ne renonce jamais(1976)
L'inspecteur ne renonce jamais, sorti en 1976, a été réalisé par James Fargo. Dans ce film, Harry Callahan fait équipe avec une partenaire féminine et affronte un groupe terroriste. Cet épisode contient des thèmes féministes et est généralement considéré comme plus « politiquement correct » que ses prédécesseurs. Tandis qu'initialement Harry raille ces thèmes, repoussant d'abord sa partenaire, il fait preuve finalement d'une très bonne approche et compréhension. Commercialement ce film est une énorme réussite.

### Le Retour de l'inspecteur Harry(1983)
Le Retour de l'inspecteur Harry, sorti en 1983, a été réalisé par Clint Eastwood. Il est considéré comme le meilleur et le plus sombre de la série. L'intrigue du film tourne autour d'Harry Callahan qui est envoyé dans une petite ville pour suivre une piste dans une affaire de meurtre. Ce film contient la célèbre réplique : « Go ahead, make my day ».

### L'inspecteur Harry est la dernière cible(1988)
L'inspecteur Harry est la dernière cible, sorti en 1988, a été réalisé par Buddy Van Horn. Dans le dernier film de la saga, l'inspecteur Callahan a affaire à un jeu mortifère intitulé « La Liste noire », dans lequel des personnes parient sur quelle célébrité mourra en premier. Mais certains essaient de truquer le jeu en assassinant certaines des célébrités. Ce film ne rencontra pas un énorme succès commercial.
Clint Eastwood refusera par la suite de reprendre le rôle, ne voulant pas sombrer dans la parodie.

## Équipe technique
| Équipe technique           | L'Inspecteur Harry (1971) | Magnum Force (1973) | L'inspecteur ne renonce jamais (1976) | Le Retour de l'inspecteur Harry (1983) | La Dernière Cible (1988) |
| -------------------------- | ------------------------- | ------------------- | ------------------------------------- | -------------------------------------- | ------------------------ |
| Titre original             | Dirty Harry               | Magnum Force        | The Enforcer                          | Sudden Impact                          | The Dead Pool            |
| Titre québécois            |                           | À coups de magnum   |                                       | Le retour de l'inspecteur Harry        | Les enjeux de la mort    |
| Réalisateurs               | Don Siegel                | Ted Post            | James Fargo                           | Clint Eastwood                         | Buddy Van Horn           |
| Scénaristes                | Harry Julian Fink         | Michael Cimino      | Stirling Silliphant                   | Joseph Stinson                         | Steve Sharon             |
| Scénaristes                | John Milius               | John Milius         | Gail Morgan Hickman                   | Charles B. Pierce (en)                 | Durk Pearson             |
| Scénaristes                | Dean Riesner              |                     | Dean Riesner                          |                                        |                          |
| Scénaristes                | R.M. Fink                 |                     | S.W. Schurr                           | Earl E. Smith                          | Sandy Shaw (en)          |
| Scénaristes                | Terrence Malick           |                     |                                       |                                        |                          |
| Photographie               | Bruce Surtees             |                     |                                       | Bruce Surtees                          |                          |
| Photographie               |                           | Frank Stanley       | Charles W. Short                      |                                        | Jack N. Green            |
| Monteurs                   | Carl Pingitore            |                     | Joel Cox                              | Joel Cox                               | Ron Spang                |
| Monteurs                   | Ferris Webster            |                     |                                       |                                        |                          |
| Musique                    | Lalo Schifrin             | Lalo Schifrin       | Jerry Fielding                        | Lalo Schifrin                          | Lalo Schifrin            |
| Producteurs                | Robert Daley              | Robert Daley        | Robert Daley                          | Clint Eastwood                         | David Valdes             |
| Producteurs                | Don Siegel                |                     |                                       |                                        |                          |
| Sociétés de production     | Malpaso Company           | Malpaso Company     | Malpaso Company                       | Malpaso Company                        | Malpaso Company          |
| Dates de sortie États-Unis | 22 décembre 1971          | 25 décembre 1973    | 22 décembre 1976                      | 9 décembre 1983                        | 13 juillet 1988          |
| Dates de sortie France     | 16 février 1972           | 27 février 1974     | 20 avril 1977                         | 22 août 1984                           | 29 janvier 1989          |

## Distribution
| Personnage                          | L'Inspecteur Harry (1971) | Magnum Force (1973) | L'inspecteur ne renonce jamais (1976) | Le Retour de l'inspecteur Harry (1983) | La Dernière Cible (1988) |
| ----------------------------------- | ------------------------- | ------------------- | ------------------------------------- | -------------------------------------- | ------------------------ |
| Inspecteur Harry Callahan           | Clint Eastwood            | Clint Eastwood      | Clint Eastwood                        | Clint Eastwood                         | Clint Eastwood           |
| Inspecteur Frank DiGeorgio          | John Mitchum              | John Mitchum        | John Mitchum                          |                                        |                          |
| Lieutenant Al Bressler              | Harry Guardino            |                     | Harry Guardino                        |                                        |                          |
| Lieutenant Donnelly                 |                           |                     |                                       | Michael Currie (en)                    | Michael Currie (en)      |
| Charles « Scorpio » Davis           | Andrew Robinson           |                     |                                       |                                        |                          |
| Inspecteur Chico Gonzalez           | Reni Santoni              |                     |                                       |                                        |                          |
| le maire de San Francisco           | John Vernon               |                     | John Crawford                         |                                        |                          |
| le chef de la Police Paul Dacanelli | John Larch                |                     |                                       |                                        |                          |
| un braqueur                         | Albert Popwell            |                     |                                       |                                        |                          |
| Lieutenant Neil Briggs              |                           | Hal Holbrook        |                                       |                                        |                          |
| Officier John Davis                 |                           | David Soul          |                                       |                                        |                          |
| Officier Philip Sweet               |                           | Tim Matheson        |                                       |                                        |                          |
| Officier Michael Grimes             |                           | Robert Urich        |                                       |                                        |                          |
| Officier Alan "Red" Astrachan       |                           | Kip Niven (en)      |                                       |                                        |                          |
| Officier Charlie McCoy              |                           | Mitchell Ryan       |                                       |                                        |                          |
| Carol McCoy                         |                           | Christine White     |                                       |                                        |                          |
| Sunny                               |                           | Adele Yoshioka      |                                       |                                        |                          |
| J. J. Wilson                        |                           | Albert Popwell      |                                       |                                        |                          |
| la prostituée                       |                           | Margaret Avery      |                                       |                                        |                          |
| Inspecteur Kate Moore               |                           |                     | Tyne Daly                             |                                        |                          |
| Capitaine Jerome McKay              |                           |                     | Bradford Dillman                      |                                        |                          |
| Bobby Maxwell                       |                           |                     | DeVeren Bookwalter                    |                                        |                          |
| « Big » Ed Mustapha                 |                           |                     | Albert Popwell                        |                                        |                          |
| Wanda                               |                           |                     | Samantha Doane                        |                                        |                          |
| Buchinski                           |                           |                     | Robert Hoy                            |                                        |                          |
| Miki                                |                           |                     | Jocelyn Jones                         |                                        |                          |
| Lalo                                |                           |                     | Michael Cavanaugh                     |                                        |                          |
| Père John                           |                           |                     | M.G. Kelly                            |                                        |                          |
| Jennifer Spencer                    |                           |                     |                                       | Sondra Locke                           |                          |
| Chef Lester Jannings                |                           |                     |                                       | Pat Hingle                             |                          |
| Capitaine Briggs                    |                           |                     |                                       | Bradford Dillman                       |                          |
| Mick Parkins                        |                           |                     |                                       | Paul Drake                             |                          |
| Ray Parkins                         |                           |                     |                                       | Audrey J. Neenan                       |                          |
| Kruger                              |                           |                     |                                       | Jack Thibeau                           |                          |
| Hawkins                             |                           |                     |                                       | Kevyn Mayor Howard                     |                          |
| Horace King                         |                           |                     |                                       | Albert Popwell                         |                          |
| Samantha Walker                     |                           |                     |                                       |                                        | Patricia Clarkson        |
| Peter Swan                          |                           |                     |                                       |                                        | Liam Neeson              |
| Inspecteur Al Quan                  |                           |                     |                                       |                                        | Evan C. Kim              |
| Harlan Rook                         |                           |                     |                                       |                                        | David Hunt (en)          |
| Lieutenant Ackerman                 |                           |                     |                                       |                                        | Michael Goodwin          |
| Lieutenant Ruskowski                |                           |                     |                                       |                                        | John Allen Vick          |
| Hicks dit « Le Boucher »            |                           |                     |                                       |                                        | Diego Chairs             |
| Johnny Squares                      |                           |                     |                                       |                                        | Jim Carrey               |

## Accueil
Sur les 225 millions de dollars rapportés par la série aux États-Unis, les différents épisodes ont sensiblement la même part, la moyenne étant de $44 915 979. Seul le 4e film, réalisé sept ans après le précédent numéro, se détache avec 30 % des recettes totales.
| Tableau no 1 : Budgets et résultats au box-office des films de la série |                                 |                |                       |                       |
| Année                                                                   | Titre français                  | Titre original | Box office États-Unis | Pourcentage franchise |
| 1971                                                                    | L'Inspecteur Harry              | Dirty Harry    | 28 153 434 $          | 12,54 %               |
| 1973                                                                    | Magnum Force                    | Magnum Force   | 44 680 473 $          | 19,89 %               |
| 1976                                                                    | L'inspecteur ne renonce jamais  | The Enforcer   | 46 200 000 $          | 20,57 %               |
| 1983                                                                    | Le Retour de l'inspecteur Harry | Sudden Impact  | 67 642 693 $          | 30,12 %               |
| 1988                                                                    | La Dernière Cible               | The Dead Pool  | 37 903 295 $          | 16,88 %               |

| Tableau no 2 : Pourcentage des recettes de la série remporté par film aux États-Unis (sur les 225 millions de dollars rapportés par la série) |

- L'inspecteur Harry
- Magnum Force
- L'Inspecteur ne renonce jamais
- Le Retour de l'inspecteur Harry
- La Dernière Cible

| Tableau no 3 : Appréciation critique des films de la série |                      |                              |                      |                 |               |
|                                                            | (en) All Movie Guide | (en) Internet Movie Database | (en) Box Office Mojo | (en) Amazon.com | (fr) AlloCiné |
| L'Inspecteur Harry                                         |                      | 7.7/10 (>159 000 votes)      | B (>180 votes)       | (>120 votes)    | (>20 votes)   |
| Magnum Force                                               |                      | 7.2/10 (>63 000 votes)       | B (>130 votes)       | (>50 votes)     | (>9 votes)    |
| L'inspecteur ne renonce jamais                             |                      | 6.7/10 (>47 000 votes)       | B (>65 votes)        | (>50 votes)     | (>8 votes)    |
| Le Retour de l'inspecteur Harry                            |                      | 6.6/10 (>46 000 votes)       | B (>145 votes)       | (>40 votes)     | (>10 votes)   |
| La Dernière Cible                                          |                      | 6.3/10 (>47 000 votes)       | B (>150 votes)       | (>30 votes)     | (>10 votes)   |

| Notes : - La notation de All Movie Guide varie de 0 à 5 étoiles et est fixée par le site lui-même. - La notation d'IMDb est réalisée par les internautes sur une échelle allant de 0 à 10 étoiles. - La notation de Box Office Mojo est faite par les internautes enregistrés sur le site, qui peuvent attribuer une lettre (A, B, C, D ou F), A étant la meilleure notation. La note moyenne du film est liée au nombre de votants dans chacune des catégories, allant de A à F. - La notation sur Amazon.com, site commercial de vente en ligne, est effectué par les acheteurs du DVD et par les simples lecteurs, ayant effectués une critique du long-métrage sur la page du film en question. L'appréciation varie entre 0 et 5 étoiles. - La notation sur AlloCiné se fait sur une échelle allant de 0 à 4 étoiles. Elle est réalisée par les spectateurs eux-mêmes ou par le site, d'après les avis dans la presse sur le film fait par les professionnels. Ici, seuls figurent les avis du public. |

## Les romans de la franchise
La quatre premiers films ont été adaptés en romans (Dirty Harry, Magnum force, The Enforcer et Sudden Impact). En France, Sudden Impact, Le Retour de l'inspecteur Harry de Joseph Stinson a été publié par J'ai lu en 1984.
Après L'inspecteur ne renonce jamais (The Enforcer, 1976), Clint Eastwood avait déclaré qu'il ne poursuivrait pas la série. En conséquence, Warner Books a publié une série de romans inédits sous le nom de plume de Dane Hartman : douze romans complétant les aventures de l'inspecteur Harry. Bien que ne disposant pas d'une chronologie officielle, il est généralement admis que les intrigues de ces romans se situent entre L'Inspecteur ne renonce jamais et Le Retour de l'inspecteur Harry.
| Tableau no 3 : Liste des romans de la série |                           |                |                                           |
| No                                          | Titre                     | Date de sortie | ISBN                                      |
| 1                                           | Duel for Cannons          | septembre 1981 | (ISBN 0-44-690793-6)                      |
| 2                                           | Death on the Docks        | septembre 1981 | (ISBN 0-39-453162-0)                      |
| 3                                           | The Long Death            | décembre 1981  | (ISBN 0-44-690848-7)                      |
| 4                                           | The Mexico Kill           | mars 1982      | (ISBN 978-0-44-690863-4 et 0-44-690863-0) |
| 5                                           | Family Skeletons          | avril 1982     | (ISBN 0-44-690857-6)                      |
| 6                                           | City of Blood             | avril 1982     | (ISBN 0-44-630051-9)                      |
| 7                                           | Massacre at Russian River | juillet 1982   | (ISBN 0-44-630052-7)                      |
| 8                                           | Hatchet Men               | août 1982      | (ISBN 0-44-630049-7)                      |
| 9                                           | The Killing Connection    | octobre 1982   | (ISBN 0-44-630050-0)                      |
| 10                                          | The Blood of Strangers    | décembre 1982  | (ISBN 978-0-44-630053-7 et 0-44-630053-5) |
| 11                                          | Death in the Air          | février 1983   | (ISBN 978-0-44-690853-5 et 0-44-690853-3) |
| 12                                          | The Dealer of Death       | avril 1983     | (ISBN 978-0-44-630054-4 et 0-44-630054-3) |

Neuf titres ont été traduits en français et publiés par le Fleuve noir en 1994 dans la collection Supercops : Duel a mort, Meurtres sur les quais, Mort lente, Massacre au Mexique, La mort est au rendez-vous, Panique sur la ville, Marijuana, Du sang sur Chinatown et Tueur de femmes.